# فرودگاه جزیره بدو
فرودگاه جزیره بدو (به انگلیسی: Badu Island Airport) (یاتا: BDD، ایکائو: YBAU) یک فرودگاه خصوصی در جزیره بدو ایالت کوئینزلند کشور استرالیا است که یک باند دارد.